# Morano Calabro
Morano Calabro là một thị xã và comune  ở tỉnh Cosenza trong vùng Calabria miền nam nước Ý.
Đô thị Morano Calabro có diện tích 112,34 ki lô mét vuông, dân số thời điểm năm 2010 là 4807 người.
Đô thị này có các đơn vị dân cư (frazioni) sau:
Đơn vị dân cư frazione (giáo khu) Campotenese nằm ở trên đèo cao 1015 mét, nay là một địa điểm du lịch, nổi tiếng với trận đánh năm 1806 giữa Đệ nhất đế quốc Pháp và Vương quốc Napoli.
Các đô thị giáp ranh với Castrovillari: Mormanno, Rotonda, San Basile, Saracena, Terranova di Pollino và Viggianello.